# Finnmark
Finnmark (norw. Finnmark; sam. Finnmárku; fiń. Finnmark) – okręg, jednostka podziału administracyjnego Norwegii. Przestał istnieć 1 stycznia 2020, gdy na podstawie reformy z 2017 został włączony, wraz z okręgiem Troms, do nowo utworzonego okręgu Troms og Finnmark. Od 1 stycznia 2024 ponownie stanowi samodzielną jednostkę Finnmark. 
Położony jest na północy kraju; graniczy z norweskim okręgiem Troms. Jego wschodnia granica stanowi zewnętrzną granicę Norwegii z Rosją (obwód murmański), a południowa z Finlandią (Laponia).  Zajmuje powierzchnię 48 618 km², która zamieszkiwana jest przez 75 863 osoby (2019). Ośrodkiem administracyjnym okręgu jest miasto Vadsø.
Największymi miastami okręgu są: Alta, Hammerfest oraz Vadsø. Na terytorium Finnmarku nakładają się kultury lapońska, fińska, rosyjska i norweska. Głównymi źródłami dochodów były rybołówstwo, turystyka (w tym Przylądek Północny, często odwiedzany przez turystów), hodowla reniferów.

## Historia
Pierwsi ludzie napłynęli do Finnmarku 10 000 lat temu. Należeli oni głównie do kultury Komsa, która prawdopodobnie przybyła z północy Norwegii, bądź też Finlandii. Pierwsze ślady tej kultury pojawiły się w Alcie oraz Nordkapp. Później Finnmark stał się ważną przystanią dla wikingów i zaistniał podczas ich ery. Pojawiły się szlaki handlowe z Rusią. Na wschodzie zdobywano także jedzenie, z kolonii ptaków nadmorskich. Na początku X wieku rozpoczęto kolonizację, na tereny Finnmarku napływali Norwegowie. Jednocześnie walczyli oni z Karelami i ostatecznie ich wyparli. Pierwsza znana forteca to Vardøhus, zbudowana przez króla Norwegii Haakona V Magnussona w roku 1306. Uważana była za najdalej wysuniętą na północ fortecę Europy. Dalej następuje długi okres białych plam w historii. W XVII wieku na stosach w Vardø spłonęło 88 młodych kobiet, podejrzewanych o uprawianie czarnej magii. To rekordowa liczba takich wyroków w tym regionie. W XVIII i XIX wieku Finnmark stał się oczkiem w głowie trzech państw – Norwegii, Finlandii i Rosji. Wszystkie rozpoczęły intensywną kolonizację. Jednak nie zmieniało to faktu, że Finnmark była oficjalną kolonią korony norweskiej. Ostatecznie w XIX wieku Finnmark został włączony do macierzystej Norwegii jako Amt. Nasilił się handel z Rosją, głównie z Półwyspem Kolskim.
Pod koniec II wojny światowej Finnmark został prawie doszczętnie zniszczony przez okupujące go wojska niemieckie. Hitlerowcy zastosowali taktykę spalonej ziemi, aby powstrzymać ofensywę Armii Czerwonej. Większość populacji przesiedlono do regionu Troms (po wojnie powróciła). Zrujnowane Kirkenes zostało wyzwolone przez Sowietów 25 października 1944 r. jako pierwsze miasto w Norwegii. Po zakończeniu walk region został pokojowo przekazany administracji norweskiej.
W okresie zimnej wojny Finnmark (będący obszarem położonym przy granicy z ZSRR) postrzegano jako szczególnie zagrożony ewentualną inwazją. Norwegia związała się z NATO, w regionie pojawiły się pierwsze bazy wojskowe. Czasy po wojnie to także okres wygasania kultury Lapończyków na rzecz kultury norweskiej.

### Likwidacja okręgu
W wyniku reformy administracyjnej wraz z okręgiem Troms 1 stycznia 2020 utworzył nowy okręg Troms og Finnmark. Decyzja ta od początku spotykała się z protestami mieszkańców. W niewiążącym referendum, przeprowadzonym w Finnmarku w 2018 roku 87% głosujących opowiedziało się przeciwko połączeniu z Troms. W maju 2022 rząd Norwegii zaproponował powrót do podziału na dwa osobne okręgi. Zmiana ta miałaby wejść w życie najwcześniej 1 stycznia 2024 roku.

## Gminy

Gminy okręgu Finnmark

Okręg podzielony jest na 19 gmin.
| Lp.      | Położenie | Herb     | Gmina                    | Powierzchnia [km²] | Populacja (2019 ) | Gęstość [osób/km²] |
| -------- | --------- | -------- | ------------------------ | ------------------ | ----------------- | ------------------ |
| 1.       |           |          | Alta                     | 3849               | 20 665            | 5,37               |
| 2.       |           |          | Berlevåg                 | 1120               | 981               | 0,88               |
| 3.       |           |          | Båtsfjord                | 1433               | 2270              | 1,58               |
| 4.       |           |          | Gamvik                   | 1415               | 1169              | 0,83               |
| 5.       |           |          | Hammerfest               | 849                | 10 536            | 12,41              |
| 6.       |           |          | Hasvik                   | 556                | 1045              | 1,88               |
| 7.       |           |          | Kárášjohka/Karasjok      | 5453               | 2673              | 0,49               |
| 8.       |           |          | Guovdageaidnu Kautokeino | 9708               | 2924              | 0,3                |
| 9.       |           |          | Kvalsund                 | 1844               | 988               | 0,54               |
| 10.      |           |          | Lebesby                  | 3458               | 1328              | 0,38               |
| 11.      |           |          | Loppa                    | 687                | 917               | 1,33               |
| 12.      |           |          | Måsøy                    | 1134               | 1235              | 1,09               |
| 13.      |           |          | Unjárga/Nesseby          | 1436               | 941               | 0,66               |
| 14.      |           |          | Nordkapp                 | 925                | 3218              | 3,48               |
| 15.      |           |          | Porsanger                | 4874               | 3944              | 0,81               |
| 16.      |           |          | Sør-Varanger             | 3968               | 10 156            | 2,56               |
| 17.      |           |          | Deatnu/Tana              | 4049               | 2900              | 0,72               |
| 18.      |           |          | Vadsø                    | 1258               | 5894              | 4,69               |
| 19.      |           |          | Vardø                    | 600                | 2081              | 3,47               |
| Finnmark | Finnmark  | Finnmark | Finnmark                 | 48 616             | 75 865            | 1,56               |